# Омелянчик Оксана Олександрівна
Окса́на Олекса́ндрівна Омеля́нчик (2 січня 1970. Улан-Уде, СРСР) — українська радянська спортсменка (спортивна гімнастка), українська тренерка, хореографка, функціонерка і науковиця у галузі спорту. Заслужений майстер спорту СРСР. В 1980-х роках виступала за СРСР. Абсолютна чемпіонка світу (1985) зі спортивної гімнастики. Доцент кафедри спортивних видів гімнастики та спортивних танців Національного університету фізичного виховання і спорту України. Заслужена тренерка України. Віцепрезидент Української федерації гімнастики, голова технічного комітету з жіночої спортивної гімнастики. Керівниця КНГ зі спортивної гімнастики. У 1985 році увійшла до числа 10 найкращих спортсменів України в опитуванні «Спортивної газети», посівши перше місце серед жінок та поступившись лише світовому рекордсмену Сергію Бубці.

## Життєпис
Батько був військовослужбовцем. Одружена з колишнім військовиком, а нині бізнесменом Дмитром Зюркаловим. Двоє дітей: син Іван займається гімнастикою, донька Анастасія, акторка, займалася плаванням і з дитячих років знімається у фільмах, серед яких: «Сон у зимову ніч, або Снігова любов», «Жіноча інтуїція», «Жіноча інтуїція-2», «Тобі, справжньому», «Аврора».

## Спортивні досягнення
У 1982 році перемогла на III Всесоюзних молодіжних іграх.
- 1984 — Чемпіонат СРСР:
  - Вільні вправи, 3-е місце.
- 1985 — Абсолютна чемпіонка світу.
  - Вільні вправи, 1-е місце.
  - В команді, 1-е місце.
- 1985 — Чемпіонат Європи:
  - Багатоборство, 3-е місце.
  - Колода, 1-е місце.
  - Вільні вправи, 2-е місце.
  - Бруси, 3-е місце.
- 1985 — Абсолютна чемпіонка СРСР.
  - Колода, 2-е місце.
  - Вільні вправи, 2-е місце.
- 1986 — Кубок світу:
  - Багатоборство, 3-е місце.
  - Колода, 1-е місце.
  - Опорний стрибок, 2-е місце.
  - Бруси, 2-е місце.
  - Вільні вправи, 3-е місце.
- 1986 — Ігри доброї волі:
  - В команді, 1-е місце.
  - Вільні вправи, 2-е місце.
  - Багатоборство, 3-е місце.
- 1986 — Кубок СРСР:
  - Бруси, 2-е місце.
- 1986 — Чемпіонат СРСР:
  - Бруси, 2-е місце.
- 1987 — Чемпіонат світу:
  - В команді, 2-е місце.
- 1987 — Кубок СРСР:
  - Багатоборство, 3-е місце.
  - Вільні вправи, 3-е місце.
- 1987 — Чемпіонат СРСР:
  - Вільні вправи, 3-е місце.
- 1988 — Чемпіонат СРСР:
  - Колода, 1-е місце.
  - Вільні вправи, 2-е місце.
- 1989 — Чемпіонат СРСР:
  - Вільні вправи, 2-е місце.

## Після завершення спортивної кар'єри
У 1989-му році разом зі своєю тренеркою Тетяною Перською уклала контракт на роботу в США, де працювала хореографкою і демонстраторкою у гімнастичному клубі Гетесборга — невеликому місті в штаті Меріленд. У 1990-му році повернулася в Україну, де одружилася й народила дитину. Заочне навчання в Київському інституті фізичної культури поєднувала з роботою хореографки в бригаді тренера молодіжної збірної України. В 1994 році поїхала працювати в Бельгію, але незабаром повернулася, не витримавши розлуки з родиною.
У 2003 році захистила кандидатську дисертацію на тему: «Побудова похідних композиційних програм гімнастичних вправ на колоді». Викладає на кафедрі спортивних видів гімнастики та спортивних танців Національного університету фізичного виховання і спорту України такі дисципліни: «Теорія і методика викладання спортивної гімнастики», «Оздоровчі види гімнастики». Також працює хореографкою на олімпійській базі в Конча-Заспі. Як суддя міжнародної категорії обслуговує чемпіонати Європи, світу та інші гімнастичні турніри.

## Вшанування
За опитуванням журналу Inside Gymnastics magazine увійшла в десятку «найкращих гімнасток всіх часів».
2023 року гімнастку включено до Оксану Омелянчик включили до Міжнародної зали слави гімнастики.